# Mystacocaridida
Mystacocaridida zijn zijn een orde van kreeftachtigen. 

## Taxonomie
- Familie Derocheilocarididae Pennak & Zinn, 1943